# Susie Barstow Skelding

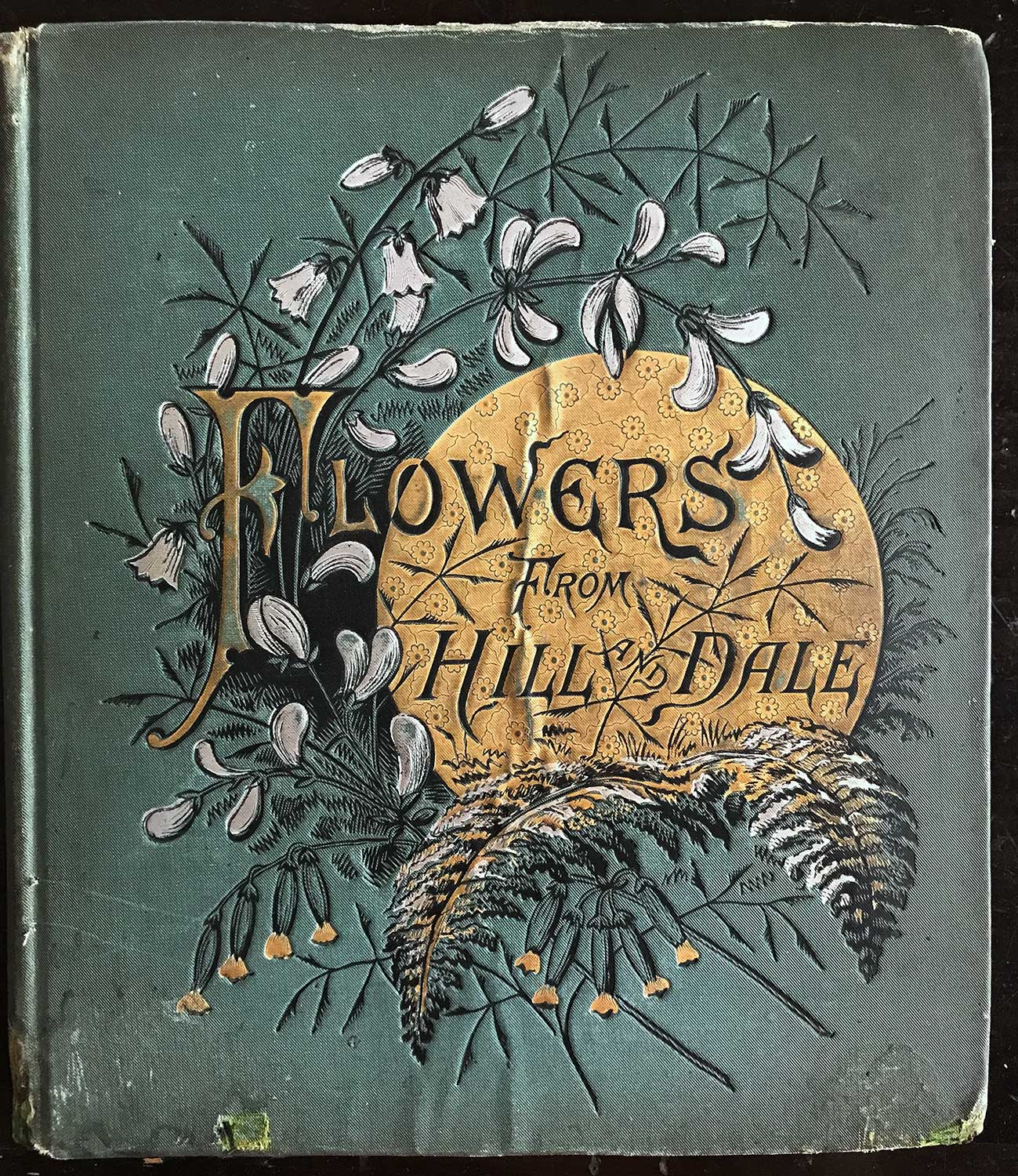
Portada de Susie Barstow Skelding, Flowers from Hill and Dale, 1883.

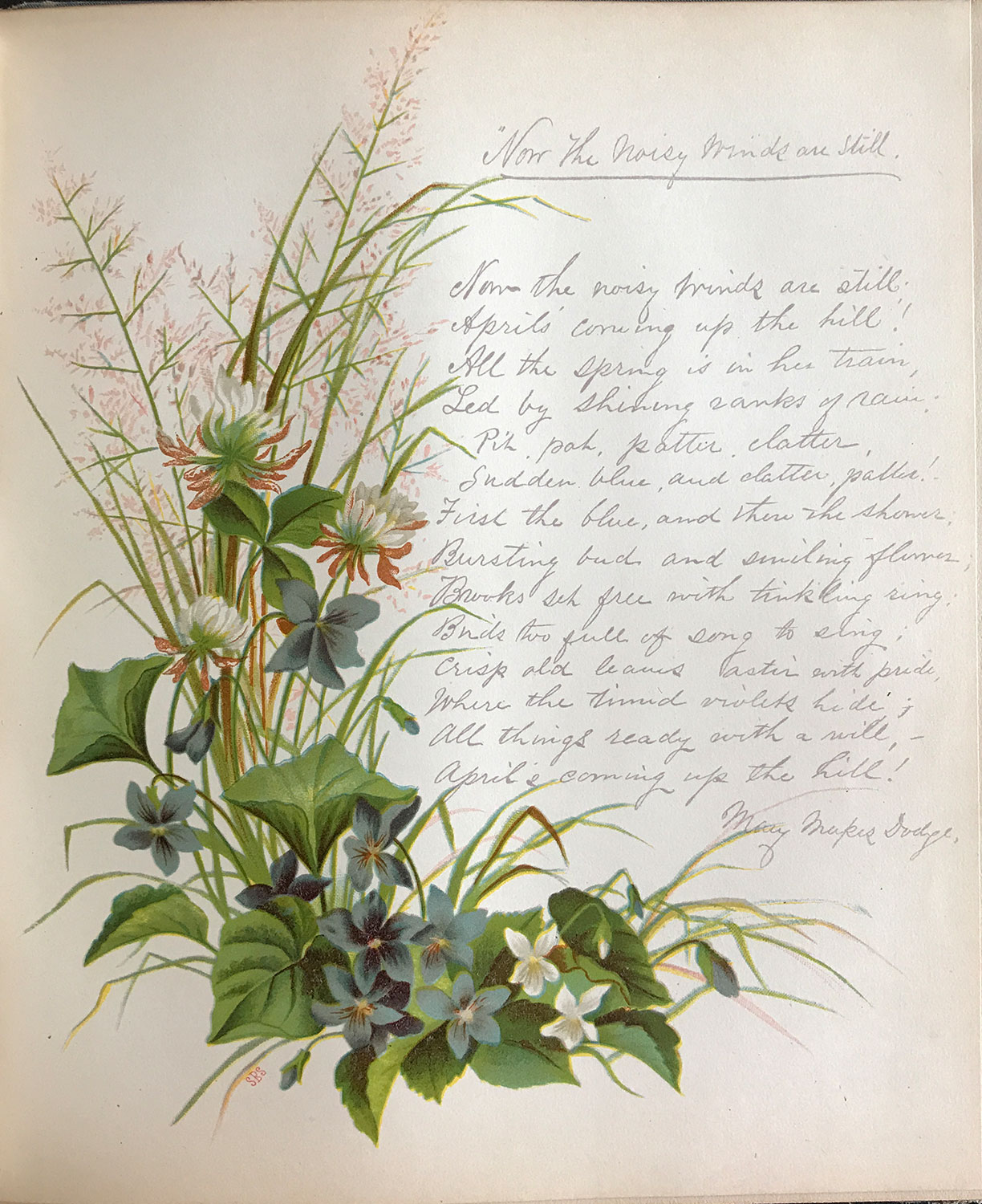
La placa de color de violetas y trébol blanco de Susie Barstow Skelding que enmarca un poema escrito a mano por Mary Mapes Dodge ; de su libro de 1883 Flowers from Hill and Dale.

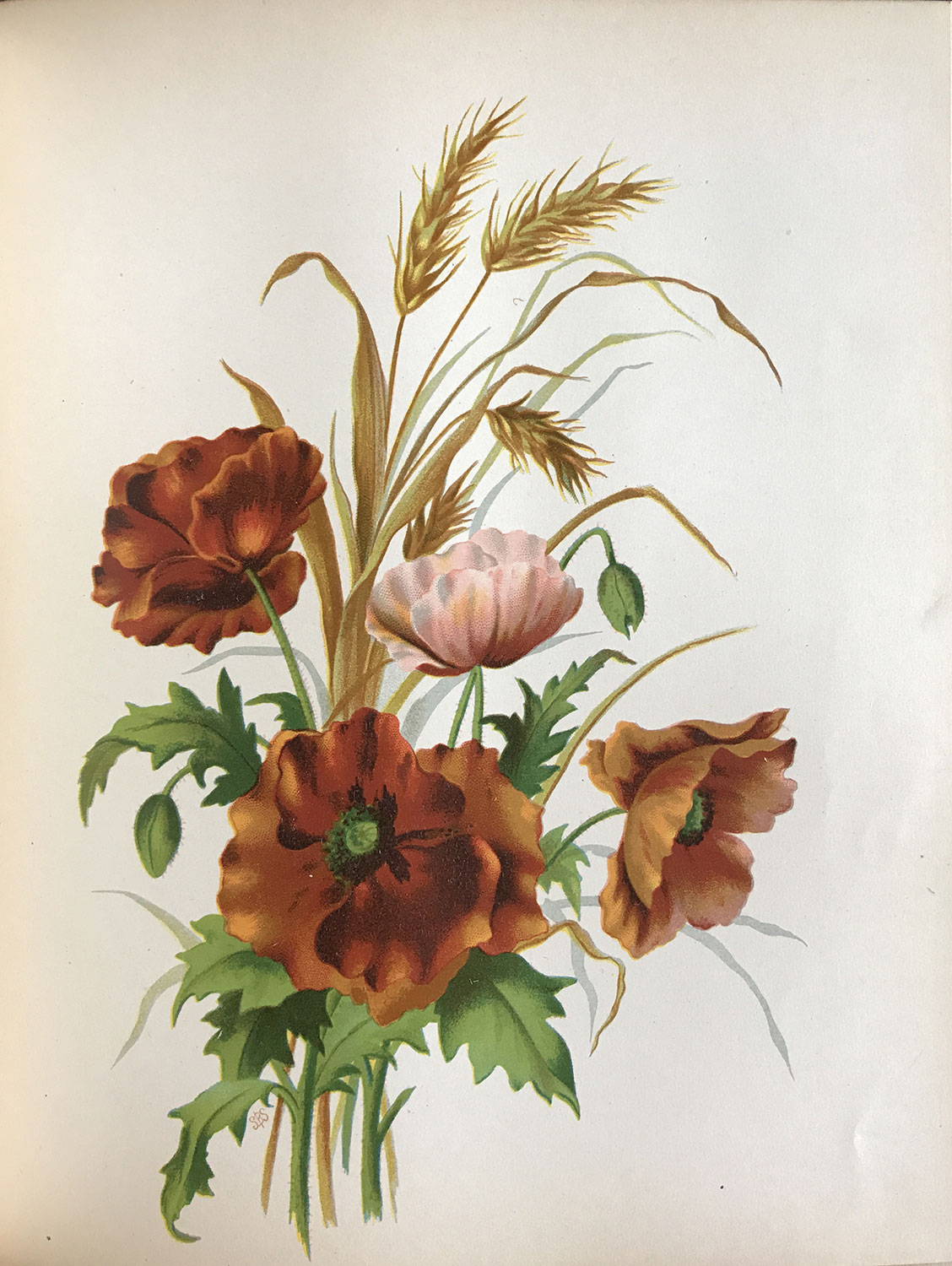
Placa de color de amapolas y trigo de Susie Barstow Skelding, Flores de Hill and Dale, 1883.

Susie Barstow Skelding (1857-Brooklyn, 1934) fue una artista botánica, ilustradora y autora estadounidense que produjo varias series de libros populares en las que sus ilustraciones se combinaban con poesía de autores reconocidos.

## Biografía
Era hija de Ann Marie Barstow y James Augustus Skelding, y sobrina de la pintora de paisajes Susie M. Barstow. Fue miembro del Brooklyn Art Club.
En la década de 1880, publicó varias series de libros en los que sus ilustraciones de flores a todo color acompañaban sus selecciones de poesía de varios autores, incluidos John Greenleaf Whittier, Julia Ward Howe, Alice Wellington Rollins, Helen Hunt Jackson, Celia Thaxter, James G. Percival, William Dean Howells, Mary Mapes Dodge y Elaine Goodale.
En su serie "Flower Songs" (Canciones de las flores), de la década de 1880 y una de las populares de todas, Skelding ambienta sus ilustraciones con poesías de conocidos poetas estadounidenses de finales del siglo XIX, en portadas de estilo Art Nouveau. En algunos casos, las láminas a color de los libros incluían poemas escritos a mano enmarcados por diseños florales de Skelding. Varios de los libros que publicó, como Songsters of the Branches (Cantantes en las ramas), estaban encuadernados con cinta.
Skelding también eligió los poemas para una serie de libros sobre aves; estos fueron ilustrados por la artista Fidelia Bridges.
Falleció en 1934 y fue enterrada en el cementerio de Green-Wood en Brooklyn, Nueva York.

## Libros
Serie 'Seasons'
- Spring Blossoms, Flores de primavera (1885)
- Midsummer Flowers, Flores de verano (1885)
- Flowers for Winter Days, Flores para los días de invierno (1885)

Serie 'Flores de'
- Flores de Hilly Dale (1883)
- Flores de aquí y de allá (1885)
- Flores de Dell y Bower (1886)
- Flores de la luz del sol y la sombra
- Flores de Glade and Garden

Serie "Flower Songs/ Canciones de flores"
- Canciones de flores ' (I; ca. 1883)
- Un puñado de flores (II; ca. 1883)
- Licencia de arce y vara de oro (III)
- De Moor y Glen (IV)
- Un ramo de rosas (V)
- Pensamientos y orquídeas (VI; 1884)
- Rosas y no me olvides (VII; 1884)
- Heartsease (VIII)
- Flores al borde del camino (IX)

Libros ilustrados por Fidelia Bridges
- Birds of Meadow and Grove (1886)
- Cantantes de las ramas (1886)
- Pájaros y flores y lo que cantan los poetas (1887)
- Amantes de las flores aladas (1888)
- Presagios de la primavera (1888)
- Pájaros familiares y lo que cantan los poetas (1886)

Otros libros
- Flores de Pascua (1883)
- Campanas de Pascua (1885)
- Trozos de tierra y mar lejanos (ca.1888)
- Bajo los cielos italianos (1888)
- De la nieve al sol (1889; por Alice Wellington Rollins )
- Flores de cumpleaños (1891)